# Centro Internacional para la Promoción de los Derechos Humanos
El Centro Internacional para la Promoción de los Derechos Humanos (CIPDH) es un organismo descentralizado de la Subsecretaría de Derechos Humanos del Ministerio de Justicia de la Nación Argentina. Se encarga de promover la cooperación y articulación con la comunidad internacional para el desarrollo de la educación en derechos humanos y planificar e implementar proyectos regionales e internacionales de promoción de los derechos humanos.
El CIPDH tiene el estatus de centro de categoría 2 bajo los auspicios de la UNESCO.A pesar de esto, el centro tiene una autonomía plena para desarrollar sus tareas y no depende de la UNESCO.

## Historia
Fue creado en 2009 mediante la firma de un acuerdo bilateral entre Argentina y la Organización de Naciones Unidas para la Educación, la Ciencia y la Cultura (UNESCO). El acuerdo fue aprobado en 2011 por el Congreso de la Nación mediante la ley 26708. Comenzó a funcionar operativamente en el año 2013.
En 2025, a través del Decreto 344/2025, se incorporaron a la estructura del CIPDH los organismos del Museo Sitio de Memoria ESMA y el Archivo Nacional de la Memoria.